# Kim Dong-jin (futbolista)
- No confundir con el árbitro Kim Dong-jin.

Kim Dong-Jin (en coreano: 김동진; Dongducheon, Gyeonggi, 29 de enero de 1982) es un exfutbolista surcoreano que jugaba de defensa. Su último equipo fue el Kitchee S. C. de la Liga Premier de Hong Kong.

## Biografía
Kim Dong-Jin, que jugaba de defensa por la izquierda, empezó su carrera futbolística en las categorías inferiores de un equipo de su país natal, el Anyang LG Cheetahs. En 2000 pasó formar parte de la primera plantilla del club. Ese mismo año ganó el título de Liga. Al año siguiente su equipo se proclamó campeón de la Supercopa de Corea y finalizó segundo en la clasificación liguera. En 2002 llegó a la final de la Copa de Clubes de Asia (actual Liga de Campeones de la AFC), en donde se enfrentó a otro equipo de Corea del Sur, el Suwon Samsung Bluewings, que se llevó el trofeo gracias al acierto en la tanda de penaltis.
A finales de 2003, el equipo cambió el nombre al de FC Seoul tras el cambio de sede del club.
El 28 de junio de 2006 firmó un contrato con el Zenit de San Petersburgo ruso. Al año siguiente consiguió ganar el campeonato de Liga. Además esa temporada el equipo participaba en la Copa de la UEFA, llegando a la final, que consiguió ganar por dos goles a cero al Glasgow Rangers. Ese fue el mayor éxito en la historia del Zenit. Ese mismo año el equipo ganó la Supercopa de Europa al imponerse al Manchester United F. C. por dos goles a uno.
En 2008 el club ganó otro título, la Supercopa de Rusia.
Se retiró el 24 de julio de 2019 tras disputar un amistoso ante el Manchester City F. C. y pasó a entrenar en las categorías inferiores del Kitchee S. C., su último club como futbolista.

## Selección nacional
Fue internacional con la selección de fútbol de Corea del Sur en 62 ocasiones. Su debut como internacional se produjo el 4 de diciembre de 2003 en un partido contra Hong Kong (3-1).
Participó con su selección en los Juegos Olímpicos de Atenas 2004, en donde su equipo cayó eliminado en cuartos de final ante Paraguay por 3-2.
Fue convocado para disputar la Copa Mundial de Fútbol de Alemania de 2006. Kim Dong-Jin jugó dos de los tres partidos que su selección disputó en el torneo (Francia 1-1 Corea del Sur y Suiza 2-0 Corea del Sur).

## Clubes
| Club                           | País          | Año       |
| ------------------------------ | ------------- | --------- |
| Anyang LG Cheetahs/F. C. Seoul | Corea del Sur | 2000-2006 |
| Zenit San Petersburgo          | Rusia         | 2006-2009 |
| Ulsan Hyundai F. C.            | Corea del Sur | 2010      |
| FC Seoul                       | Corea del Sur | 2011      |
| Hangzhou Greentown F. C.       | China         | 2012-2013 |
| Muangthong United F. C.        | Tailandia     | 2014-2015 |
| Seoul E-Land F. C.             | Corea del Sur | 2016      |
| Kitchee S. C.                  | Hong Kong     | 2017-2019 |
| Hoi King S. A. (cedido)        | Hong Kong     | 2018      |

## Títulos

### Trofeos nacionales
- 1 Liga de Corea del Sur (Anyang LG Cheetahs, 2000)
- 1 Supercopa de Corea (Anyang LG Cheetahs, 2001)
- 1 Liga de Rusia (Zenit de San Petersburgo, 2007)
- 1 Supercopa de Rusia (Zenit de San Petersburgo, 2008)

### Trofeos internacionales
- 1 Copa de la UEFA (Zenit de San Petersburgo, 2008)
- 1 Supercopa de Europa (Zenit de San Petersburgo, 2008)

## Filmografía

### Apariciones en programas de variedades
| Año  | Título      | Notas                      |
| ---- | ----------- | -------------------------- |
| 2016 | Running Man | episodios - 283 (invitado) |